# Draft de l'NBA del 2004
El Draft de l'any 2004 de l'NBA es va celebrar el 24 de juny al Madison Square Garden de Nova York, als Estats Units. Els Minnesota Timberwolves foren exclosos del draft a causa d'una violació del Límit salarial de l'NBA.

## Primera Ronda
|  | = All-Star |

| Posició | Jugador           | Nacionalitat              | Equip NBA                                         | Universitat/Equip Anterior          |
| ------- | ----------------- | ------------------------- | ------------------------------------------------- | ----------------------------------- |
| 1       | Dwight Howard     | Estats Units              | Orlando Magic                                     | Southwest Atlanta Christian Academy |
| 2       | Emeka Okafor      | Estats Units              | Charlotte Bobcats (de L.A. Clippers)              | Connecticut                         |
| 3       | Ben Gordon        | Estats Units · Regne Unit | Chicago Bulls                                     | Connecticut                         |
| 4       | Shaun Livingston  | Estats Units              | Los Angeles Clippers (de Charlotte)               | Peoria HS                           |
| 5       | Devin Harris      | Estats Units              | Washington Wizards (cap a Dallas)                 | Wisconsin                           |
| 6       | Josh Childress    | Estats Units              | Atlanta Hawks                                     | Stanford                            |
| 7       | Luol Deng         | Regne Unit · Sudan        | Phoenix Suns (cap a Chicago)                      | Duke                                |
| 8       | Rafael Araújo     | Brasil                    | Toronto Raptors                                   | BYU                                 |
| 9       | Andre Iguodala    | Estats Units              | Philadelphia 76ers                                | Arizona                             |
| 10      | Luke Jackson      | Estats Units              | Cleveland Cavaliers                               | Oregon                              |
| 11      | Andris Biedriņš   | Letònia                   | Golden State Warriors                             | BK Skonto Riga                      |
| 12      | Robert Swift      | Estats Units              | Seattle SuperSonics                               | Bakersfield HS                      |
| 13      | Sebastian Telfair | Estats Units              | Portland Trail Blazers                            | Lincoln HS                          |
| 14      | Kris Humphries    | Estats Units              | Utah Jazz                                         | Minnesota                           |
| 15      | Al Jefferson      | Estats Units              | Boston Celtics                                    | Prentiss High School                |
| 16      | Kirk Snyder       | Estats Units              | Utah Jazz (de New York via Phoenix)               | Nevada                              |
| 17      | Josh Smith        | Estats Units              | Atlanta Hawks (de Milwaukee via Denver i Detroit) | Oak Hill Academy                    |
| 18      | J.R. Smith        | Estats Units              | New Orleans Hornets                               | St. Benedict's Prep                 |
| 19      | Dorell Wright     | Estats Units              | Miami Heat                                        | South Kent Prep.                    |
| 20      | Jameer Nelson     | Estats Units              | Denver Nuggets (cap a Orlando)                    | Saint Joseph's                      |
| 21      | Pavel Podkolzine  | Rússia                    | Utah Jazz (de Houston,                            | Metis Varese                        |
| 22      | Víktor Khriapa    | Rússia                    | New Jersey Nets (cap a Portland)                  | CSKA Moscow                         |
| 23      | Serguei Mónia     | Rússia                    | Portland Trail Blazers (de Memphis)               | CSKA Moscow                         |
| 24      | Delonte West      | Estats Units              | Boston Celtics (de Dallas)                        | Saint Joseph's                      |
| 25      | Tony Allen        | Estats Units              | Boston Celtics (de Detroit)                       | Oklahoma State                      |
| 26      | Kevin Martin      | Estats Units              | Sacramento Kings                                  | Western Carolina                    |
| 27      | Sasha Vujačić     | Eslovènia                 | Los Angeles Lakers                                | Snaidero Udine                      |
| 28      | Beno Udrih        | Eslovènia                 | San Antonio Spurs                                 | Breil Milano                        |
| 29      | David Harrison    | Estats Units              | Indiana Pacers                                    | Colorado                            |

## Segona Ronda
| Posició | Jugador           | Nacionalitat             | Equip NBA                                                  | Universitat/Equip Anterior |
| ------- | ----------------- | ------------------------ | ---------------------------------------------------------- | -------------------------- |
| 30      | Anderson Varejão  | Brasil                   | Orlando Magic (cap a Cleveland)                            | FC Barcelona               |
| 31      | Jackson Vroman    | Estats Units             | Chicago Bulls (cap a Phoenix)                              | Iowa State                 |
| 32      | Peter John Ramos  | Puerto Rico              | Washington Wizards                                         | Caguas                     |
| 33      | Lionel Chalmers   | Estats Units             | Los Angeles Clippers (de Charlotte)                        | Xavier                     |
| 34      | Donta Smith       | Estats Units             | Atlanta Hawks                                              | Southeastern Illinois JC   |
| 35      | Andre Emmett      | Estats Units             | Seattle SuperSonics (de L.A. Clippers,                     | Texas Tech                 |
| 36      | Antonio Burks     | Estats Units             | Orlando Magic (de Phoenix)                                 | Memphis                    |
| 37      | Royal Ivey        | Estats Units             | Atlanta Hawks (de Philadelphia)                            | Texas                      |
| 38      | Chris Duhon       | Estats Units             | Chicago Bulls (de Toronto)                                 | Duke                       |
| 39      | Albert Miralles   | Catalunya                | Toronto Raptors (de Cleveland)                             | Roseto Basket              |
| 40      | Justin Reed       | Estats Units             | Boston Celtics                                             | Ole Miss                   |
| 41      | David Young       | Estats Units             | Seattle SuperSonics                                        | North Carolina Central     |
| 42      | Víktor Sanikidze  | Geòrgia                  | Atlanta Hawks (de Golden State via Philadelphia i Orlando) | Dijon                      |
| 43      | Trevor Ariza      | Estats Units             | New York Knicks                                            | UCLA                       |
| 44      | Tim Pickett       | Estats Units             | New Orleans Hornets                                        | Florida State              |
| 45      | Bernard Robinson  | Estats Units             | Charlotte Bobcats (de Milwaukee)                           | Michigan                   |
| 46      | Ha Seung-Jin      | Corea del Sud            | Portland Trail Blazers                                     | Yonsei University          |
| 47      | Pape Sow          | Senegal                  | Miami Heat (cap a Toronto)                                 | Cal State Fullerton        |
| 48      | Ricky Minard      | Estats Units             | Sacramento Kings (de Utah)                                 | Morehead State             |
| 49      | Serhí Lisxuk      | Ucraïna                  | Memphis Grizzlies (de Denver via Orlando)                  | Khimik Yuzhny              |
| 50      | Vasílios Spanulis | Grècia                   | Dallas Mavericks (de Houston via Denver)                   | Maroussi                   |
| 51      | Christian Drejer  | Dinamarca                | New Jersey Nets                                            | FC Barcelona               |
| 52      | Romain Sato       | República Centreafricana | San Antonio Spurs (de Memphis)                             | Xavier                     |
| 53      | Matt Freije       | Estats Units             | Miami Heat (de Dallas)                                     | Vanderbilt                 |
| 54      | Rickey Paulding   | Estats Units             | Detroit Pistons                                            | Missouri                   |
| 55      | Luis Flores       | República Dominicana     | Houston Rockets (de Sacramento                             | Manhattan                  |
| 56      | Marcus Douthit    | Estats Units             | Los Angeles Lakers                                         | Providence                 |
| 57      | Serguei Karaúlov  | Uzbekistan               | San Antonio Spurs                                          | Sakha-Yakutia Yakutsk      |
| 58      | Blake Stepp       | Estats Units             | Minnesota Timberwolves                                     | Gonzaga                    |
| 59      | Rashad Wright     | Estats Units             | Indiana Pacers                                             | Georgia                    |